# بیروته کلده
بیروته کلده (روسی: Бируте Викторовна Каледене؛ زادهٔ ۲ نوامبر ۱۹۳۴) پرتاب‌گر نیزه اهل شوروی بود.